# Karol Borhy
Karol Borhy (hongarès: Károly Borhy, 23 de juny de 1912 a Budapest - 9 de gener de 1997 a Lučenec) va ser un entrenador de futbol txecoslovac. Va entrenar el FK Inter Bratislava, l'ŠK Slovan Bratislava i breument la selecció de futbol de Txecoslovàquia. Borhy era membre de la minoria hongaresa a Eslovàquia.
Borhy també va entrenar el Jednota Trenčín durant molts anys als anys 60 i 70. També va treballar durant sis anys a Kuwait.